# Floresta
Floresta là một đô thị ở tỉnh Messina trong vùng Sicilia của Italia, có vị trí cách khoảng 140 km về phía đông của Palermo và vào khoảng 60 km về phía tây nam của Messina. Tại thời điểm ngày 31 tháng 12 năm 2004, đô thị này có dân số 594 người và diện tích là 31,1 km².
Floresta giáp các đô thị: Montalbano Elicona, Raccuja, Randazzo, Santa Domenica Vittoria, Tortorici, Ucria.